# Jakelyne Oliveira
Jakelyne de Oliveira Silva
(Rondonópolis, 18 de marzo de 1993) es una actriz, modelo y reina de belleza Brasileña que se dio a conocer después de ganar el Miss Brasil en 2013, donde representó a su estado, Mato Grosso. Jakelyne participó en el certamen  Miss Universo 2013 que se realizó el 9 de noviembre de 2013 en Moscú, Rusia. Fue cuarta finalista.

## Biografía
Nació el 20 de enero de 1993 en la ciudad de Rondonópolis. Estudió Ingeniería Agrícola y Ambiental en la UFMT. Entró en el mundo de la moda a los 15 años cuando fue invitada por el fotógrafo Valter Arantes para hacer un trabajo.

## Victorías Miss Internacional Globe y Nivel Miss Universo
| Concurso                 | Lugar obtenido | Descripción |
| ------------------------ | -------------- | --- |
| Srta. Rondonópolis Globe | - Ganadora     | - Representa su municipio Rondonópolis para el Miss Mato Grosso Globe |
| Srt. International Globe | - Ganadora     | - Representando a Brasil logró ganar el certamen internacional. - Esta morena estampa su pasaje a Chipre y gana el derecho de competir en el deseado concurso Señorita Globo Internacional. La morena se puso adelante de más de cuarenta candidatas. Como premio Jakelyne ganó un contrato de modelos y trabajar en Europa. Es la tercera brasileña en ganar la corona. |

## Nivel Miss Universo
| Concurso                              | Lugar obtenido | Descripción |
| ------------------------------------- | -------------- | --- |
| Señorita Distrito de Villa Trabajador | - Ganadora     | - Como había sido elegida la señorita Rondonópolis en el estado, coordinador de la señorita Mato Grosso. Jakelyne es invitada a representar Villa de los Trabajadores de Distrito en la misma ciudad. Con la invitación Jakelyne logró establecerse en concurso estatal que en el año anterior no podía competir. |
| Señorita Mato Grosso                  | - Ganadora     | - Una vez coordinada la situación el evento se realizó en el Centro de Eventos Jaciara ciudad el estado. Entre más de quince candidatas, Jakelyne hace un excelente papel y encantados los jueces de la ocasión, así gana el título y la corona de la belleza del Estado.                                         |
| Miss Brasil 2013                      | - Ganadora     | - Entre los más veintiséis candidatas, la rondonopolitana alcanza el título máximo de la belleza Brasileña. - Desplazando a las fuertes candidatas de Paraná, Minas Gerais, São Paulo y Rio Grande do Norte. |

| Predecesor: Leticia Häuch                | Miss Rondonopolis 2012         | Sucesor: Por Anunciar   |
| Predecesor: Gabriela Markus              | Miss Brasil 2013               | Sucesor: Melissa Gurgel |
| Predecesor: Gabriela Markus 4° Finalista | 2013 Posición en Miss Universo | Sucesor: Kaci Fenell'   |

## Filmografía

#### Televisión
| Año     | Título       | Personaje/Cargo          |
| ------- | ------------ | ------------------------ |
| 2017    | Dos hermanos | Participación especial   |
| 2019    | Domingo Show | Assistente de palco      |
| 2020    | A Fazenda    | Participante (9.º lugar) |
| 2022-23 | Reyes        | Maaca, Princesa de Gesur |